# Oisy
Oisy é uma comuna francesa na região administrativa de Borgonha-Franco-Condado, no departamento Nièvre. Estende-se por uma área de 17,78 km². Em 2010 a comuna tinha 308 habitantes (densidade: 17,3 hab./km²).